# Chlothar I
Chlothar I (khoảng 497 – 29 tháng 11 năm 561)  là một vị vua người Franks của triều đại Merowinger và là một trong bốn người con trai của Clovis I.
Cha của Chlothar, Clovis I, đã chia vương quốc cho bốn người con trai của ông. Vào năm 511, Clothar I được thừa hưởng hai vùng lãnh thổ rộng lớn trên bờ biển phía Tây của Francia, cách nhau bởi vùng đất của người anh em Childebert I là Vương quốc Paris. Chlothar đã dành phần lớn cuộc đời của mình trong cuộc chiến tranh mở rộng lãnh thổ của mình với người thân và các vương quốc lân cận khắp nơi.
Anh em của ông đã tránh chiến tranh hoàn toàn bằng cách hợp tác với các cuộc tấn công của ông vào các vùng đất lân cận hoặc bằng cách xâm chiếm các vùng đất khi những lãnh chúa của các vùng đó chết đi. Chiến lợi phẩm đã được chia sẻ giữa các anh em tham chiến. Đến cuối đời, Chlothar thống nhất được Francia bằng cách sống thọ hơn anh em của mình và chiếm giữ lãnh thổ của họ sau khi họ chết. Nhưng sau cái chết của ông, Vương quốc Franks lại một lần nữa bị chia rẽ giữa bốn người con trai còn sống của ông. Con trai thứ năm của ông đã nổi loạn và bị giết cùng với cả gia đình.
Cha của Chlothar, Clovis I, đã chuyển sang Cơ đốc giáo Nicene, nhưng Chlothar, giống như những người Merovinger khác, đã không nghĩ rằng học thuyết Kitô giáo về chế độ một vợ một chồng được mong đợi từ hoàng gia: ông có năm người vợ, hơn nữa là vì mục đích chính trị, hơn là cho động cơ cá nhân. Mặc dù bị xúi giục của các bà vợ, ông đã đưa tiền cho một số tòa nhà giáo hội mới, ông là một Kitô hữu không nhiệt tình và đã thành công trong việc đưa ra các loại thuế đối với tài sản của giáo hội.